# Master of Orion (jeu vidéo)
Master of Orion est un jeu vidéo de gestion et de stratégie au tour par tour sorti en 1993 sur PC. Développé par Simtex, puis édité par MicroProse, il a connu deux suites : Master of Orion II: Battle at Antares et Master of Orion III ; Microprose a aussi publié un scénario basé sur Master of Orion dans l'extension Civilization II: Fantastic Worlds. Un jeu sous licence GPL tiré de cet univers est également en développement : FreeOrion.
En 2015, Wargaming.net a racheté les droits de la série Master of Orion (en raison de la faillite d'Atari en 2013).

## Principes généraux
Le joueur incarne une forme de vie intelligente s'élançant à la conquête de l'espace ; mis en compétition avec d'autres races extraterrestres, il peut l'emporter soit en éliminant tous ses rivaux, soit en se faisant élire par le Conseil galactique en emportant les 2/3 des suffrages. La colonisation de l'espace lui permet d'étendre son domaine et donc d'augmenter ses capacités productives globales. Un aléa favorable ou défavorable peut survenir à chaque tour de jeu.
Avant de commencer la partie, le joueur choisit le niveau de difficulté de la partie (5 disponibles), le nombre d'adversaires (5 au maximum), la taille de la galaxie (24, 48, 70 ou 108 systèmes planétaires), et le peuple qu'il désire contrôler. Chaque race dispose de bonus et de malus spécifiques qui orientent grandement ses choix de développement.
Des statistiques permettent de comparer les performances des différents antagonistes (nombre de vaisseaux, population totale, avance technologique, nombre de planètes, production globale, puissance générale).

## Système de jeu

### Civilisations

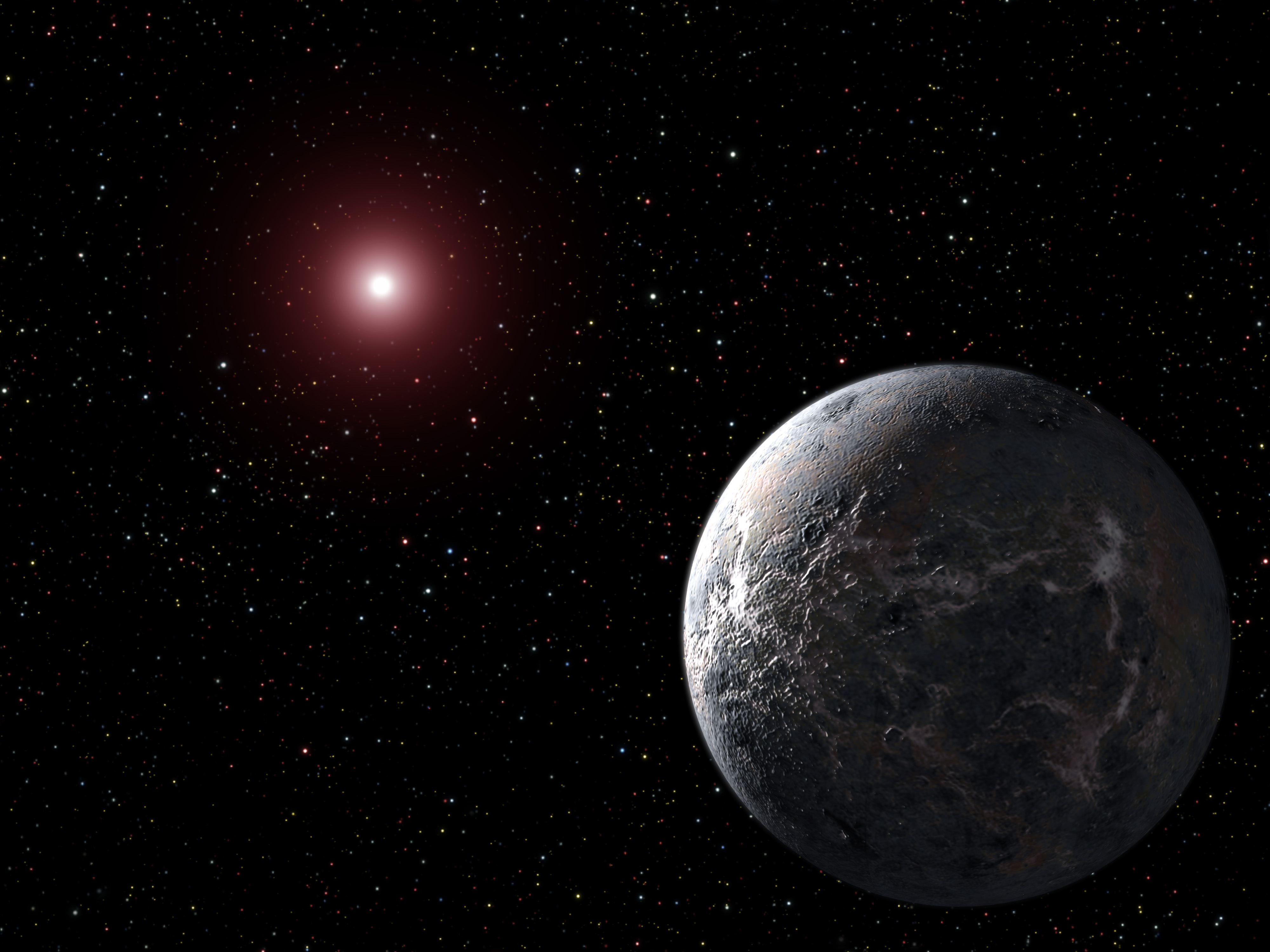
Dans Master of Orion, un système planétaire ne comprend qu'une planète potentiellement habitable et ne peut héberger qu'une civilisation.

Le joueur incarne l'une des civilisations prédéfinies dans le jeu.
1. Alkaris : humanoïdes similaires à des oiseaux ; bonus en défense durant les combats spatiaux.
2. Bulrathis : ours géants ; bonus en combat au sol.
3. Darloks : métamorphes ; bonus en espionnage.
4. Humains : bonus diplomatiques et commerciaux.
5. Klackons : fourmis géantes ; bonus de quantité de production par individu.
6. Meklars : êtres cybernétiques ; bonus en quantité d'usines par planète.
7. Mrrshans : humanoïdes similaires à des félins ; bonus en attaque durant les combats spatiaux.
8. Psilons : humanoïdes ; bonus en recherche.
9. Sakkras : lézards géants ; bonus en croissance de population.
10. Silicoïdes : êtres cristallins ; insensibilité à la pollution et au type d'environnement planétaire.

Les Orions représentent un peuple qui n'est plus qu'une légende, dont la planète d'origine est protégée par « le Gardien ». Être le premier à accéder à la planète Orion permet de découvrir de formidables technologies et de bénéficier d'un bonus durant l'élection au Conseil galactique.

### Planètes
Master of Orion ne fait pas de réelle distinction entre étoiles et planètes : l'écran principal présente la galaxie et ses étoiles principales, et à chaque système planétaire correspond une unique planète potentiellement habitable.
Chaque planète présente des caractéristiques particulières : taille (de minuscule à géante), richesse minérale (d'ultrapauvre à ultrariche), conditions environnementales (planète toxique, irradiée, désertique, etc.), voire présence de vestiges d'une civilisation disparue (peut octroyer une découverte scientifique immédiate, et accorde un bonus local en recherche à la colonie qui y est établie). Tous les joueurs commencent sur une planète similaire à la Terre.
La gestion des ressources est simplifiée par l'usage d'une seule unité de compte, le BC (Billion of Credits). Les BC sont avant tout obtenus grâce à la population et au nombre d'usines sur la planète : à chaque tour, 1 unité de population produit 0,5 BC et peut en outre faire fonctionner deux usines, qui produiront alors chacune 1 BC supplémentaire. Le joueur répartit ensuite cette production entre construction de vaisseaux spatiaux, mise en place de défenses planétaires, construction d'usines, préservation de l'équilibre écologique, et recherche scientifique.

### Vaisseaux et flottes
Le joueur peut entièrement personnaliser les classes des vaisseaux qui lui permettent de coloniser et combattre dans l'espace. Cette personnalisation est un facteur critique de victoire, surtout durant les phases de combat tactique au tour par tour.
Les vaisseaux de combat en orbite autour d'une même planète forment automatiquement une flotte (une flotte peut donc être constituée d'un seul vaisseau). Les déplacements des flottes d'un système à l'autre s'effectuent sans avoir à suivre des chemins prédéfinis, mais restent néanmoins contraints par les capacités techniques de la civilisation qui contrôle les vaisseaux spatiaux : la distance maximale dépend du type de carburant utilisé, la vitesse dépend des moteurs installés, et la possibilité de changer de cap dépend de l'existence de moyens de communication interstellaire.
Les combats spatiaux opposent toujours deux camps, qui luttent jusqu'à destruction ou retraite stratégique de l'opposant ; quand plus de deux races se disputent un même système solaire, une série de duels permet de déterminer le vainqueur final. Les combats spatiaux se déroulent au tour par tour ; à chaque tour, les vaisseaux agissent généralement dans l'ordre décroissant de leur initiative (déterminée principalement par la manœuvrabilité de l'appareil).
Les vaisseaux de transport de troupes sont quant à eux générés lors des transferts de population d'un système à un autre ; si la cible est une planète ennemie, les arrivants attaquent lors de leur atterrissage. Une flotte de vaisseaux de combat en orbite réduit les probabilités d'invasions ennemies en détruisant automatiquement une partie des transports envoyés à l'assaut.

### Diplomatie et espionnage
Établir un contact avec une autre espèce permet d'initier des relations diplomatiques avec son voisin ou de lui envoyer des espions.
Les relations initiales entre espèces sont prédéterminées (par exemple, les humains s'entendent avec tous les peuples, alors que les Darloks mettent tout le monde mal à l'aise), puis évoluent en fonction des actes du joueur et de la personnalité des dirigeants des autres factions. Les options diplomatiques du joueur se limitent à déclarer la guerre ou demander paix, conclure des pactes de non-agression ou d'alliance, demander d'attaquer quelqu'un, faire des échanges commerciaux ou scientifiques, payer un tribut, ou menacer un adversaire.
Les espions peuvent effectuer des missions d'espionnage (vol de technologie, sabotage, susciter une rébellion) ; un échec peut conduire à la guerre, mais une réussite exceptionnelle permet d'accuser une autre race. Le contre-espionnage voué à détecter les infiltrations ennemies fait quant à lui l'objet d'une allocation globale, d'autant plus performante qu'elle est importante.

### Recherche
Le joueur acquiert de nouvelles technologies en espionnant ses adversaires, en envahissant les planètes ennemies, en faisant des échanges avec d'autres races, ou en finançant lui-même ses recherches. Dans ce cas, le joueur répartit une part de sa production entre six domaines : informatique, ingénierie, champs de force, environnement, propulsion, armement ; les progrès réalisés dans un domaine sont matérialisés par des niveaux technologiques ; la montée en niveau s'accompagne d'une miniaturisation croissante des équipements de vaisseaux.
Les nouvelles technologies qui concernent les systèmes planétaires ne sont mises en place que si le joueur alloue volontairement une part de production dans le domaine à améliorer ; par exemple, la terraformation nécessite d'investir un surcroit de production en écologie, la mise à jour des bases de missiles nécessite d'investir en défense planétaire, etc.
Deux mécanismes peuvent inciter le joueur à acquérir des technologies autrement que par la recherche : d'une part, les technologies proposées varient d'une partie à une autre ; d'autre part, chaque race dispose de bonus ou de malus spécifiques dans les six domaines indiqués précédemment.

## Développement
Au début de l'année 1993, le concepteur Steve Barcia présente un prototype appelé Star Lords à MicroProse, qui demande à Alan Emrich (travaillant alors pour Computer Gaming World) de critiquer le projet. Alan Emrich est sceptique et sollicite son ami Tom Hughes pour un avis complémentaire ; ils commencent alors à décortiquer le prototype et font tellement de remarques à MicroProse que la société les met en relation directe avec Barcia. Le jeu s'améliore beaucoup et change de nom pour devenir Master of Orion.
Star Lords n'a jamais été commercialisé et ne doit pas être confondu avec d'autres jeux aux titres similaires ; son propriétaire l'a cependant rendu disponible gratuitement et sans code de protection.

## Accueil
Salué lors de sa publication, Master of Orion est apprécié encore plusieurs années après sa sortie, notamment pour l'élégance de son gameplay à la fois simple et riche.
Ainsi en 2005, soit 12 ans après la première édition du jeu, GameSpot titre un article avec « The Greatest Games of All Time: Master of Orion » ; après avoir fait remarquer certaines ressemblances avec Spaceward Ho! et décrit les spécificités du jeu, l'auteur de l'article déclare : « And, as a strategy game, Master of Orion is still unparalleled, even today » (traduction : « Et en tant que jeu de stratégie, Master of Orion reste inégalé, même aujourd'hui »).
En 2012, un blogueur du site de l'équipe de sport électronique Team Liquid conclut lui aussi que ce jeu reste fantastique presque vingt ans après sa sortie, et le critique indépendant de Just Game Retro lui donne encore la note de 4 sur 5.